# Bräunlichgelber Haarbüschelspanner

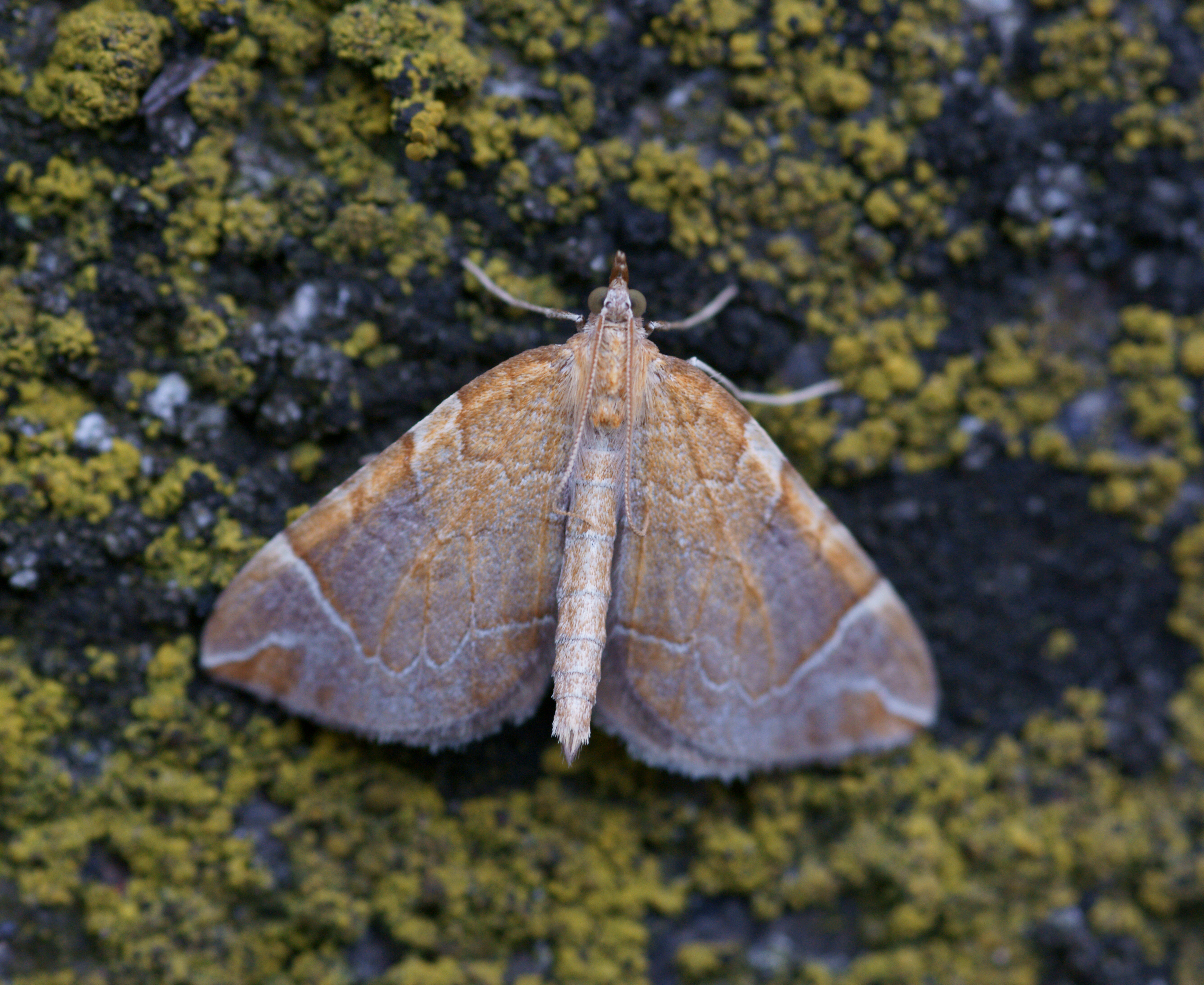
Violettbraune Farbvariante des Bräunlichgelben Haarbüschelspanners in typischer Ruhestellung

Der Bräunlichgelbe Haarbüschelspanner (Eulithis testata), auch als Heidekraut-Haarbüschelspanner oder Zwergstrauch-Haarbüschelspanner bezeichnet, ist ein Schmetterling (Nachtfalter) aus der Familie der Spanner (Geometridae).

## Merkmale

### Falter
Die Falter erreichen eine Flügelspannweite von etwa 25 bis 35 Millimetern. Die Vorderflügel zeigen eine Vielzahl von Farbvarianten, die von hellgelb über orange gelb, rötlich gelb bis zu braungelb und violettbraun reichen. Das Mittelfeld ist stets verdunkelt und wird von Querlinien eingefasst, die einen deutlichen Knick erkennen lassen und außerdem einen nahezu identischen, parallelen Verlauf zeigen. Im Mittelfeld selbst sind ein bis zwei weitere Querlinien vorhanden, die ebenfalls einen nahezu parallelen Verlauf haben, jedoch wesentlich schwächer angelegt sind. In der jeweiligen Farbe des Mittelfeldes hebt sich auch das Wurzelfeld hervor, das eine spitze Ausbuchtung nach außen sowie eine dunkle Querlinie in der Mitte zeigt. Das Saumfeld ist oftmals weißlich aufgehellt, eine Wellenlinie fehlt. Unterhalb des Apex befindet sich am oberen Außenrand ein großer, deutlicher,  halbmondförmiger Fleck. Die Fransen sind einfarbig gelbbraun. Die Hinterflügel schimmern weiß, am Saum grau und sind mit undeutlichen grauen Querlinien versehen.

### Raupe
Erwachsene Raupen haben eine helle bräunliche Färbung, eine dunkelbraune Rückenlinie sowie weißliche Seitenstreifen. 

### Ähnliche Arten
- Der Honiggelbe Haarbüschelspanner (Eulithis mallinata) unterscheidet sich durch die gescheckten Fransen auf Vorder- und Hinterflügeln, weshalb er zuweilen auch als „Scheckrand-Haarbüschelspanner“ bezeichnet wird. Außerdem verlaufen die Querlinien nicht parallel.
- Der Veränderliche Haarbüschelspanner (Eulithis populata) unterscheidet sich durch die mit zwei deutlichen Zacken versehene äußere Querlinie, die meist tief ins Saumfeld reicht.

## Geographische Verbreitung und Vorkommen
Das Verbreitungsareal erstreckt sich von Südwest- und Westeuropa einschließlich der Britischen Inseln ostwärts durch Russland bis zum Ural, Altai und zum Amur. Im Norden kommt die Art bis über den Polarkreis hinaus vor, im Süden bis zu den Alpen und Karpaten. Sie kommt außerdem in Nordamerika vor. Der Bräunlichgelbe Haarbüschelspanner ist bevorzugt in Zwergstrauchheidegebieten, auf moorigen Flächen, an gebüschreichen Waldrändern und auf buschigen Wiesen anzutreffen.

## Lebensweise
Die Falter sind tag- und nachtaktiv und fliegen univoltin in den Monaten Juli bis September. Tagsüber lassen sie sich leicht aus der Vegetation aufscheuchen, nachts sind sie zuweilen saugend an den Blüten von Rohr-Pfeifengras (Molinia arundinacea) oder Knäuel-Binse (Juncus conglomeratus) zu finden, nachts besuchen sie auch künstliche Lichtquellen. In ihrer typischen Ruhestellung verharren die Falter mit parallel nach hinten neben den Rücken angelegten Fühlern und hochgekrümmtem Hinterleibsende. Die Raupen ernähren sich bevorzugt von den Blättern von Sal-Weide (Salix caprea), Heidelbeere (Vaccinium myrtillus) und Heidekraut (Calluna vulgaris), sind aber auch an einer Vielzahl anderer Pflanzen gefunden worden. Sie leben von Mai bis Juli. Das Ei überwintert.

## Gefährdung
Der Bräunlichgelbe Haarbüschelspanner kommt in den deutschen Bundesländern in unterschiedlicher Anzahl vor und wird auf der Roten Liste gefährdeter Arten auf der Vorwarnliste geführt.